# 第2回ゴールデンラズベリー賞
第2回ゴールデンラズベリー賞は、第54回アカデミー賞授賞式と同日の1982年3月29日に発表・授賞式が行われた。

## 受賞とノミネートの一覧
受賞は太字、それ以外はノミネートである。

### 最低作品賞
- エンドレス・ラブ
- 天国の門
- ローン・レンジャー
- 愛と憎しみの伝説
- 類猿人ターザン

### 最低男優賞
- ゲイリー・コールマン - ダービー・キッド
- ブルース・ダーン - タトゥー 彩られた罠
- リチャード・ハリス - 類猿人ターザン
- クリス・クリストファーソン - 天国の門
- クリントン・スピルスベリー - ローン・レンジャー

### 最低女優賞
- ボー・デレク - 類猿人ターザン（分け）
- フェイ・ダナウェイ - 愛と憎しみの伝説（分け）
- リンダ・ブレア - ヘルナイト
- ブルック・シールズ - エンドレス・ラブ
- バーブラ・ストライサンド - 恋のドラッグストア・ナイト

### 最低助演男優賞
- スティーヴ・フォレスト - 愛と憎しみの伝説
- ビリー・バーティ - Under the Rainbow
- アーネスト・ボーグナイン - インキュバス 死霊の祝福
- ジェームズ・ココ - 泣かないで(オスカーと同時ノミネート)
- ダニー・デヴィート - Going Ape!

### 最低助演女優賞
- ダイアナ・スカーウィッド - 愛と憎しみの伝説
- ルターニャ・アルダ - 愛と憎しみの伝説
- ファラ・フォーセット - キャノンボール
- マラ・ホーベル - 愛と憎しみの伝説
- シャーリー・ナイト - エンドレス・ラブ

### 最低監督賞
- マイケル・チミノ - 天国の門
- ジョン・デレク - 類猿人ターザン
- ブレイク・エドワーズ - S.O.B.
- フランク・ペリー - 愛と憎しみの伝説
- フランコ・ゼフィレッリ - エンドレス・ラブ

### 最低脚本賞
- 愛と憎しみの伝説 - フランク・ヤブランス、フランク・ペリー、トレイシー・ホッチナー、ロバート・ゲッチェル、原作のクリスティーナ・クロフォード
- エンドレス・ラブ - ジュディス・ラスコー、原作のスコット・スペンサー
- 天国の門 - マイケル・チミノ
- S.O.B. - ブレイク・エドワーズ
- 類猿人ターザン - トム・ロウ、ゲイリー・ゴダード、原作のエドガー・ライス・バローズ

### 最低新人賞
- クリントン・スピルスベリー - ローン・レンジャー
- ゲイリー・コールマン - ダービー・キッド
- マーティン・ヒューイット - エンドレス・ラブ
- マラ・ホーベル - 愛と憎しみの伝説
- マイルズ・オキーフ - 類猿人ターザン

### 最低作曲賞
- ジョン・バリー - ローン・レンジャー
- デヴィッド・マンスフィールド - 天国の門
- タンジェリン・ドリーム - ザ・クラッカー 真夜中のアウトロー
- ジョー・レンゼッティ - Under the Rainbow
- イアン・フレイザー - ゾロ

### 最低主題歌賞
- "Baby Talk" - 結婚しない男
- "Hearsts, Not Diamonds" - 殺しのファンレター
- "The Man in the Mask" - ローン・レンジャー
- "Only When I Laugh" - 泣かないで
- "You, You're Crazy" - フロリダ・ハチャメチャ・ハイウェイ